# V559 Возничего
V559 Возничего (лат. V559 Aurigae) — одиночная переменная звезда в созвездии Возничего на расстоянии (вычисленном из значения параллакса) приблизительно 13944 световых лет (около 4275 парсеков) от Солнца. Видимая звёздная величина звезды — от +10,9m до +10,6m.

## Характеристики
V559 Возничего — красная углеродная пульсирующая полуправильная переменная звезда (SR:) спектрального класса C. Эффективная температура — около 3588 K.